# Newark (Kalifornie)
Newark je město ve Spojených státech amerických. Nachází se v okrese Alameda County ve státě Kalifornie. Ve městě žije přibližně 48 tisíc obyvatel a jeho rozloha činí 36,0 km². Společně s Fremontem a Union City je součásti tzv. Tri-City Area. Po Newarku v New Jersey a Newarku v Ohiu jde o třetí nejlidnatější město v USA s tímto názvem. Západní část města sousedí s nejvýchodnější částí San Francisco Bay Area.
Své sídlo zde má společnost Logitech. Město bylo pojmenováno po hradu Newark ve Skotsku. Ve městě má kampus vysoká škola Ohlone College.

## Rodáci
- Bayley (* 1989) – americká profesionální zápasnice